# Campionat de Catalunya de waterpolo femení
|  | Aquest article tracta sobre la competició femenina. Si cerqueu la competició masculina, vegeu «Campionat de Catalunya de waterpolo masculí». |

El Campionat de Catalunya de waterpolo femení, també coneguda com Lliga catalana de waterpolo, fou una competició catalana de clubs de waterpolo femenins, creada la temporada 1980-81. De caràcter anual, estava organitzada per la Federació Catalana de Natació. Considerada com la primera competició de waterpolo femení a nivell estatal, fou el precedent de la Lliga espanyola de waterpolo femenina. Hi participaren els clubs històrics del waterpolo català amb secció femenina. El dominador absolut de la competició fou el Club Esportiu Mediterrani amb quinze títols, nou de forma consecutiva entre 1991 i 2000. Tanmateix, les darreres edicions del campionat coincidiren amb l'ascens del Club Natació Sabadell com a nou club dominador, que guanyà sis títols entre 2000 i 2008. Altres clubs que guanyaren el Campionat foren el Club Natació Catalunya (1983-84, 1987-88. 1988-89, 1990-91), el Club Natació Molins de Rei (1981-82, 1984-85) i el Club Natació Sant Andreu (2006-07). La temporada 2008-09, es redissenyà la competició i fou substituïda per la Copa Catalunya de waterpolo.

## Historial
| En negreta = Equip guanyador (1) = Nombre de títols |

| Edició                                      | Temporada                      | Data                           | Campió                         | Resultat                       | Subcampió                      | Seu                            | refs                           |
| Campionat de Catalunya Absolut              | Campionat de Catalunya Absolut | Campionat de Catalunya Absolut | Campionat de Catalunya Absolut | Campionat de Catalunya Absolut | Campionat de Catalunya Absolut | Campionat de Catalunya Absolut | Campionat de Catalunya Absolut |
| ------------------------------------------- | ------------------------------ | ------------------------------ | ------------------------------ | ------------------------------ | ------------------------------ | ------------------------------ | ------------------------------ |
| I                                           | 1980-81                        |                                | CE Mediterrani (1)             | lligueta                       | CN Sabadell                    | Piscina del CN Sabadell        | [ 1 ]                          |
| II                                          | 1981-82                        |                                | CN Molins de Rei (1)           |                                |                                |                                |                                |
| III                                         | 1982-83                        |                                | CE Mediterrani (2)             |                                |                                |                                |                                |
| Campionat de Catalunya de Primera Categoria |                                |                                |                                |                                |                                |                                |                                |
| IV                                          | 1983-84                        |                                | CN Catalunya (1)               |                                |                                |                                |                                |
| V                                           | 1984-85                        |                                | CN Molins de Rei (2)           |                                |                                |                                |                                |
| VI                                          | 1985-86                        |                                | CE Mediterrani (3)             |                                |                                |                                |                                |
| VII                                         | 1986-87                        |                                | CE Mediterrani (4)             |                                |                                |                                |                                |
| VIII                                        | 1987-88                        |                                | CN Catalunya (2)               |                                |                                |                                |                                |
| IX                                          | 1988-89                        |                                | CN Catalunya (3)               |                                |                                |                                |                                |
| X                                           | 1989-90                        |                                | CE Mediterrani (5)             |                                |                                |                                |                                |
| XI                                          | 1990-91                        |                                | CN Catalunya (4)               |                                |                                |                                |                                |
| XII                                         | 1991-92                        |                                | CE Mediterrani (6)             |                                |                                |                                |                                |
| XIII                                        | 1992-93                        |                                | CE Mediterrani (7)             |                                |                                |                                |                                |
| XIV                                         | 1993-94                        |                                | CE Mediterrani (8)             |                                |                                |                                |                                |
| XV                                          | 1994-95                        |                                | CE Mediterrani (9)             |                                |                                |                                |                                |
| XVI                                         | 1995-96                        |                                | CE Mediterrani (10)            |                                | CN Sabadell                    |                                |                                |
| XVII                                        | 1996-97                        |                                | CE Mediterrani (11)            | 7-5                            | CN Sabadell                    |                                |                                |
| XVIII                                       | 1997-98                        |                                | CE Mediterrani (12)            | 13-4                           | CN Sabadell                    |                                |                                |
| XIX                                         | 1998-99                        |                                | CE Mediterrani (13)            | 9-5                            | CN Sabadell                    |                                |                                |
| XX                                          | 1999-00                        |                                | CE Mediterrani (14)            | 9-3                            | CN Sabadell                    |                                |                                |
| XXI                                         | 2000-01                        |                                | CN Sabadell (1)                |                                |                                |                                |                                |
| XXII                                        | 2001-02                        |                                | CN Sabadell (2)                |                                |                                |                                | [ 3 ]                          |
| XXIII                                       | 2002-03                        |                                | CN Sabadell (3)                | lligueta                       | CE Mediterrani                 |                                | [ 4 ]                          |
| XXIV                                        | 2003-04                        |                                | CE Mediterrani (15)            | 10-6                           | CN Sabadell                    |                                | [ 5 ]                          |
| XXV                                         | 2004-05                        | 16-10-2004                     | CN Sabadell (4)                | 9-7                            | CN Sant Andreu                 |                                | [ 6 ]                          |
| XXVI                                        | 2005-06                        |                                | CN Sabadell (5)                |                                | CE Mediterrani                 |                                |                                |
| XXVII                                       | 2006-07                        |                                | CN Sant Andreu (1)             |                                |                                |                                |                                |
| XXVIII                                      | 2007-08                        |                                | CN Sabadell (6)                |                                |                                |                                |                                |

## Palmarès
| Equip                      | Campió | Subcampió | Finals | Anys campió | Anys subcampió                                       |
| -------------------------- | ------ | --------- | ------ | --- | ---------------------------------------------------- |
| Club Esportiu Mediterrani  | 15     | 2         | 17     | 1980-81, 1982-83, 1985-86, 1986-87, 1989-90, 1991-92. 1992-93, 1993-94, 1994-95, 1995-96, 1996-97, 1997-98, 1998-99, 1999-00, 2003-04 | 2002-03, 2005-06                                     |
| Club Natació Sabadell      | 6      | 6         | 12     | 2000-01, 2001-02. 2002-03, 2004-05, 2005-06, 2007-08                                                                                  | 1995-96, 1996-97, 1997-98, 1998-99, 1999-00, 2003-04 |
| Club Natació Catalunya     | 4      | 0         | 4      | 1983-84, 1987-88. 1988-89, 1990-91 | —                                                    |
| Club Natació Molins de Rei | 2      | 0         | 2      | 1981-82, 1984-85 | —                                                    |
| Club Natació Sant Andreu   | 1      | 1         | 2      | 2006-07 | 2004-05                                              |